# Renée Héribel
Renée Eugénie Aimée Héribel (* 9. Februar 1903 in Caen; † 25. Juli 1952 in Neuilly-sur-Seine) war eine französische Schauspielerin beim Stumm- und frühen Tonfilm.

## Leben und Wirken
Renée Héribel, ein populärer Semistar im europäischen Kino der 1920er Jahre, wurde 21-jährig für den Film entdeckt und zunächst in Stummfilm-Mehrteilern eingesetzt. Bereits ihre zweite Produktion führte sie mit einer Nebenrolle an die Seite des Hollywood-Superstars Gloria Swanson. In der Folgezeit erhielt die aus Nordwestfrankreich stammende Künstlerin auch weiterhin tragende Nebenrollen, seit 1927 auch in deutschen Produktionen.
Seltenere Hauptrollen bekam Renée Héribel 1929 vom deutschen Film angeboten, so in Richard Oswalds Cagliostro-Version, an der Seite von Theodor Loos und Fritz Kortner in Die stärkere Macht und als Partnerin Alfred Abels in dessen Inszenierung Narkose. Der Übergang zum Tonfilm gelang der Schauspielerin nur kurzzeitig; nach einigen Auftritten in so genannten Versionenfilmen und zwei französischen Produktionen war Renée Héribels Karriere bereits 1933 beendet, und sie zog sich ins Privatleben zurück. Woran sie nur 49-jährig 1952 starb, ist nicht bekannt.

## Filmografie
- 1924: Le Vert galant
- 1925: Madame Sans-Gêne
- 1925: Fanfan-la-Tulipe
- 1927: Zwei Welten (L'Île enchantée)
- 1927: Mitternacht am Place Pigalle (Minuit, place Pigalle)
- 1927: Die weiße Sklavin
- 1927: Die Stadt der tausend Freuden
- 1928: L'appassionnata
- 1928: Der Faschingskönig
- 1929: Cagliostro
- 1929: Les Trois Masques
- 1929: Die stärkere Macht
- 1929: Narkose
- 1930: Chacun sa chance
- 1930: Der Liebesmarkt
- 1931: La Maison jaune de Rio
- 1931: Die Nächte von Port Said (auch franz. Vers.: Les Nuits de Port Saïd)
- 1932: Le Crime du chemin Rouge
- 1932: Le Triangle de feu